# 91e méridien est
En géographie, le 91e méridien est est le méridien joignant les points de la surface de la Terre dont la longitude est égale à 91° est.

## Géographie

### Dimensions
Comme tous les autres méridiens, la longueur du 91e méridien correspond à une demi-circonférence terrestre, soit 20 003,932 km. Au niveau de l'équateur, il est distant du méridien de Greenwich de 10 130 km,.
Avec le 89e méridien ouest, il forme un grand cercle passant par les pôles géographiques terrestres.

### Régions traversées
En commençant par le pôle Nord et descendant vers le sud au pôle Sud, Le 91e méridien est passe par :
| Coordonnées          | Pays, territoire ou mer | Notes |
| -------------------- | ----------------------- | --- |
| 90° 00′ N, 91° 00′ E | Océan Arctique          | |
| 81° 13′ N, 91° 00′ E | Russie                  | Kraï de Krasnoïarsk — Île Schmidt, Terre du Nord |
| 81° 02′ N, 91° 00′ E | Mer de Kara             | Passe juste à l'ouest de Île Pionner (Russie) (en), Terre du Nord, Kraï de Krasnoïarsk, Russie |
| 79° 34′ N, 91° 00′ E | Russie                  | Kraï de Krasnoïarsk — Archipel Sedov, Terre du Nord |
| 79° 32′ N, 91° 00′ E | Mer de Kara             | Passe juste à l'est des Îles Sergueï Kirov, Kraï de Krasnoïarsk, Russie |
| 75° 36′ N, 91° 00′ E | Russie                  | Kraï de Krasnoïarsk Khakassie — à partir de 54° 37′ N, 91° 00′ E Kraï de Krasnoïarsk — à partir de 52° 37′ N, 91° 00′ E Le Touva — à partir de 51° 56′ N, 91° 00′ E |
| 50° 28′ N, 91° 00′ E | Mongolie                | |
| 46° 46′ N, 91° 00′ E | Chine                   | Xinjiang |
| 46° 25′ N, 91° 00′ E | Mongolie                | |
| 46° 08′ N, 91° 00′ E | Chine                   | Xinjiang - sur environ 16 km |
| 46° 00′ N, 91° 00′ E | Mongolie                | |
| 45° 12′ N, 91° 00′ E | Chine                   | Xinjiang Qinghai — à partir de 38° 42′ N, 91° 00′ E Xinjiang — à partir de 37° 30′ N, 91° 00′ E Qinghai — à partir de 36° 55′ N, 91° 00′ E Xinjiang — à partir de 36° 33′ N, 91° 00′ E Qinghai — à partir de 36° 06′ N, 91° 00′ E Tibet — à partir de 33° 14′ N, 91° 00′ E, Passe juste à l'ouest de Lhasa (à 29° 39′ N, 91° 08′ E) |
| 28° 00′ N, 91° 00′ E | Bhoutan                 | |
| 26° 47′ N, 91° 00′ E | Inde                    | Assam Meghalaya — à partir de 25° 53′ N, 91° 00′ E |
| 25° 11′ N, 91° 00′ E | Bangladesh              | Continent et îles du Delta du Gange |
| 22° 14′ N, 91° 00′ E | Océan Indien            | |
| 60° 00′ S, 91° 00′ E | Océan Austral           | |
| 66° 37′ S, 91° 00′ E | Antarctique             | Territoire antarctique australien revendiqué par Australie |